# Вознесенский, Андрей Николаевич
Андрей Николаевич Вознесенский (7 [20] августа 1903, Ковель, Волынская губерния — 28 октября 1974) — советский хозяйственный, государственный и политический деятель, доктор технических наук, профессор, заслуженный деятель науки и техники Узбекской ССР.

## Биография
Родился в 1903 году в Ковеле. Член КПСС.
С 1919 года — на хозяйственной, общественной и политической работе.
В 1923 году поступил в Ленинградский политехнический институт, который окончил в 1930 г. по специальности инженер-гидротехник.
В 1919—1974 гг. — комсомолец, участник подавления Кронштадтского мятежа, инженер-гидротехник, старший инженер, руководитель проекта, начальник экспедиции в Дагестане, Хакасии, Сибири, заместитель главного инженера Куйбышевского гидроузла, управляющий Гидроэнергопроектом, директор института «Гидроэнергопроект», директор института «Гидропроект», заместитель председателя Совета по изучению производительных сил (СОПС) при РАН СССР, организатор и директор Института водных проблем РАН. Избирался депутатом Верховного Совета Узбекской ССР 4-го созыва.
Умер в Москве в 1974 году. Похоронен в Москве на Новодевичьем кладбище.

## Семья
Жена — Антонина Сергеевна Вознесенская, урожд. Пастушихина (1905—1983), была родом из г. Киржач, Владимирской области. Похоронена рядом с мужем в Москве на Новодевичьем кладбище.
- Дочь — Наталья Андреевна Вознесенская (1930—2012), работала врачом-реабилитологом в поликлинике ЦКБ РАН[2][3].
- Сын — Андрей Андреевич Вознесенский (1933—2010), советский и российский поэт, публицист, художник и архитектор. Похоронен рядом с родителями в Москве на Новодевичьем кладбище.